# Buchholz (Herzogtum Lauenburg)
 For alternative betydninger, se Buchholz. (Se også artikler, som begynder med Buchholz)
Buchholz er en kommune i det nordlige Tyskland, beliggende i Amt Lauenburgische Seen under Kreis Herzogtum Lauenburg. Kreis Herzogtum Lauenburg ligger i delstaten Slesvig-Holsten.

## Geografi
Buchholz ligger på vestbredden af Ratzeburger See i Naturpark Lauenburgische Seen, ca. 4 km nord for Ratzeburg og ca. 14 km syd for Lübeck. Kommunen krydses af Bundesstraße 207 der er nutidens version af Alte Salzstraße fra Lüneburg til Lübeck.